# 원성왕릉
원성왕릉(元聖王陵)은 대한민국 경상북도 경주시 외동읍 괘릉리에 있는 능으로, 《삼국유사》의 기록에 따라 신라 38대 원성왕의 능으로 추정된다. 왕릉을 조성할 때 유해를 원래 이곳에 있던 연못의 수면 위에 걸어 안장하였다고 하여 괘릉(掛陵)이라는 이름이 붙여졌다.
형태는 원형의 봉토분으로, 아랫부분에는 호석을 두르고 12지신상을 새겨 장식했다. 봉분의 지름은 약 23m이며 높이는 약 6m이다.
괘릉 입구에 있는 석상과 석주들이 조각수법이 매우 우수한 것으로 평가되어 보물 제1427호로 지정되어 있다.
능침이 위치한 괘릉마을 주민들은 괘릉을 '능할배'라고 부르며 마을의 수호신으로 모신다.

## 개요
원성왕릉은 낮은 구릉의 남쪽 소나무 숲에 있는 것으로 신라 제38대 원성왕(재위 785∼798)의 무덤으로 추정된다. 
원성왕의 이름은 경신이며 내물왕의 12대 후손으로 독서삼품과를 새로 설치하고 벽골제를 늘려쌓는 등 많은 업적을 남겼다. 왕릉이 만들어지기 전에 원래는 작은 연못이 있었는데, 연못의 모습을 변경하지 않고 왕의 시체를 수면 위에 걸어 장례하였다는 속설에 따라 괘릉이라는 이름이 붙여졌다. 
이 능은 원형 봉토분으로 지름 약 23m, 높이 약 6m이다.
흙으로 덮은 둥근 모양의 무덤 아래에는 무덤의 보호를 위한 둘레석이 있는데, 이 돌에 12지신상이 조각되어 있다. 봉분 바로 앞에는 4각 석상이 놓였고 그 앞으로 약 80m 떨어진 지점부터 양 옆으로 돌사자 한쌍·문인석 한쌍·무인석 한쌍과 무덤을 표시해주는 화표석(華表石) 한쌍이 마주보고 서 있다. 이 석조물들의 조각수법은 매우 당당하고 치밀하여 신라 조각품 중 가장 우수한 것으로 꼽히고 있는데, 특히 힘이 넘치는 모습의 무인석은 서역인의 얼굴을 하고 있어 페르시아인이라는 주장도 있다.
원성왕릉의 무덤제도는 당나라의 영향을 받은 것이지만 둘레돌에 배치된 12지신상과 같은 세부적인 수법은 신라의 독창적인 것이다. 또한 각종 석물에서 보여지는 뛰어난 조각수법은 신라인의 예술적 경지를 잘 나타내고 있다.

## 같이 보기
- 경주 원성왕릉 석상 및 석주일괄 - 보물 제1427호

## 참고 자료
- 원성왕릉 - 국가유산청 국가유산포털